# Glinje (Bośnia i Hercegowina)
Glinje (cyr. Глиње) – wieś w Bośni i Hercegowinie, w Republice Serbskiej, w gminie Ugljevik. W 2013 roku liczyła 461 mieszkańców.